# 圍牆倒下
圍牆倒下（Falling Walls）是於德國柏林舉辦的年度科學會議，自2009年起每年11月9日（即柏林圍牆倒下當天的週年紀念）舉行，讓各國研究者分享他們的成果如何打破科學和社會中的圍牆。會議由德國聯邦教育及研究部支持的慈善組織支持。

## 外部連結
- 官方網站